# Meiji (keizer)
Keizer Meiji (明治天皇, Meiji-tennō, letterlijk Keizer van de verlichte regering,  Kioto, 3 november 1852 – Tokio, 30 juli 1912) was de 122ste keizer van Japan volgens de traditionele lijst.
Zijn persoonlijke naam was Mutsuhito 睦仁, maar volgens de Japanse traditie kreeg hij na zijn dood de naam Meiji 明治, wat "heldere staat" of "heldere politiek" betekent. Hij dankt zijn naam aan zijn radicale, moderniserende politiek tijdens de Meiji-restauratie. Hij opende de grenzen, bevorderde de industrialisering en voerde een vernieuwend sociaal-economisch systeem in. Hij had veel interesse voor kunst, het Westen, godsdienst, enzovoort. Hij schreef ongeveer 100.000 waka in zijn leven. Hij vond het heel belangrijk het shintoïsme en het boeddhisme gescheiden te houden. Ook tijdens zijn heerschappij bleef het christendom verboden.
Bij zijn geboorte was Japan een geïsoleerd, pre-industrieel en feodaal land, gedomineerd door de shoguns van het Tokugawa-shogunaat en de daimyo. Deze regeerden over meer dan 250 gedecentraliseerde regio's. Ten tijde van zijn overlijden in 1912, had Japan een politieke, sociale en industriële revolutie ondergaan, die de Meiji-restauratie wordt genoemd. Het land was inmiddels een van de grotere wereldmachten geworden. Tussen 1867 en 1912 verdubbelde de Japanse bevolking zich tot ca. 50 miljoen inwoners.

## Leven

### Afkomst
Prins Mutsuhito was de tweede zoon van keizer Komei (孝明天皇) en zijn concubine (eufemistisch hofdame genoemd) Nakayama Yoshiko (中山慶子). Zij was op haar beurt de dochter van heer Nakayama Tadayasu (中山忠能), een telg van de invloedrijke Fujiwara familie. Zijn ouders hadden samen vier dochters en twee zonen, maar enkel Mutsuhito overleefde zijn derde verjaardag.

### Van Sachi no miya tot keizer
Prins Mutsuhito (祐宮睦仁) was acht maanden oud bij de aankomst van Matthew Calbraith Perry uit de Verenigde Staten in de baai van Edo. Mutsuhito leefde in Kioto bij de familie Nakayama, omdat het de gewoonte was dat aan het hof gerelateerde families voor de opvoeding van de keizerlijke kinderen zorgden. Pas op 11 juli 1860 werd hij geadopteerd door Asako Nyōgō (九条夙子) (later keizerin-douarière Eishō), de belangrijkste vrouw van zijn vader. Hij kreeg toen de titel van keizerlijke prins (shinnō 親王, dat wil zeggen potentiële troonopvolger) en van troonopvolger (kōtaishi 皇太子, vgl. kroonprins).
Op 30 januari 1867 stierf keizer Kōmei aan de pokken, na twee weken van verschrikkelijke pijn. Mutsuhito besteeg de keizerlijke troon op 13 februari 1867. Hij was toen veertien jaar oud. Door de aankomst van Commodore Perry in Uraga (浦賀) moest Japan zijn grenzen openen voor de Verenigde Staten. Na de VS volgden het Verenigd Koninkrijk, Rusland, Nederland en Frankrijk. Deze veranderingen brachten in Japan wanorde op sociaal en economisch niveau. Er ontstonden twee grote groepen, namelijk de conservatieven en de reformisten. Dit had als gevolg dat shōgun Tokugawa Yoshinobu (徳川慶喜), de vijftiende en laatste shōgun van het Tokugawa Shōgunaat, zijn macht aan de vijftienjarige keizer Meiji moest afstaan. Hierdoor werd Keizer Meiji, na zeven eeuwen van feodaal regime, waarvan twee onder het Tokugawa shōgunaat, de nieuwe keizer van Japan op 12 september 1868.
Op 2 september 1867 trouwde Mutsuhito met Ichijō Masako (一条勝子) (28 mei 1849-19 april 1914), de derde dochter van heer Ichijō Tadaka. Na het huwelijk veranderde haar naam in Haruka (美子). Na haar overlijden stond ze bekend als Keizerin Shōken (昭憲皇后). Zij was, na honderden jaren, de eerste keizerlijke partner die de titel kōgō verkreeg, wat letterlijk de vrouw van de keizer betekent. Ze kreeg geen kinderen.
Meiji werd als prins omschreven als: "Groot en sterk, geïnteresseerd in sport en kunst maar minder in schoolse activiteiten". Met zijn volle zwarte baard was hij een indrukwekkende verschijning onder zijn landgenoten.

### Zijn keizerschap

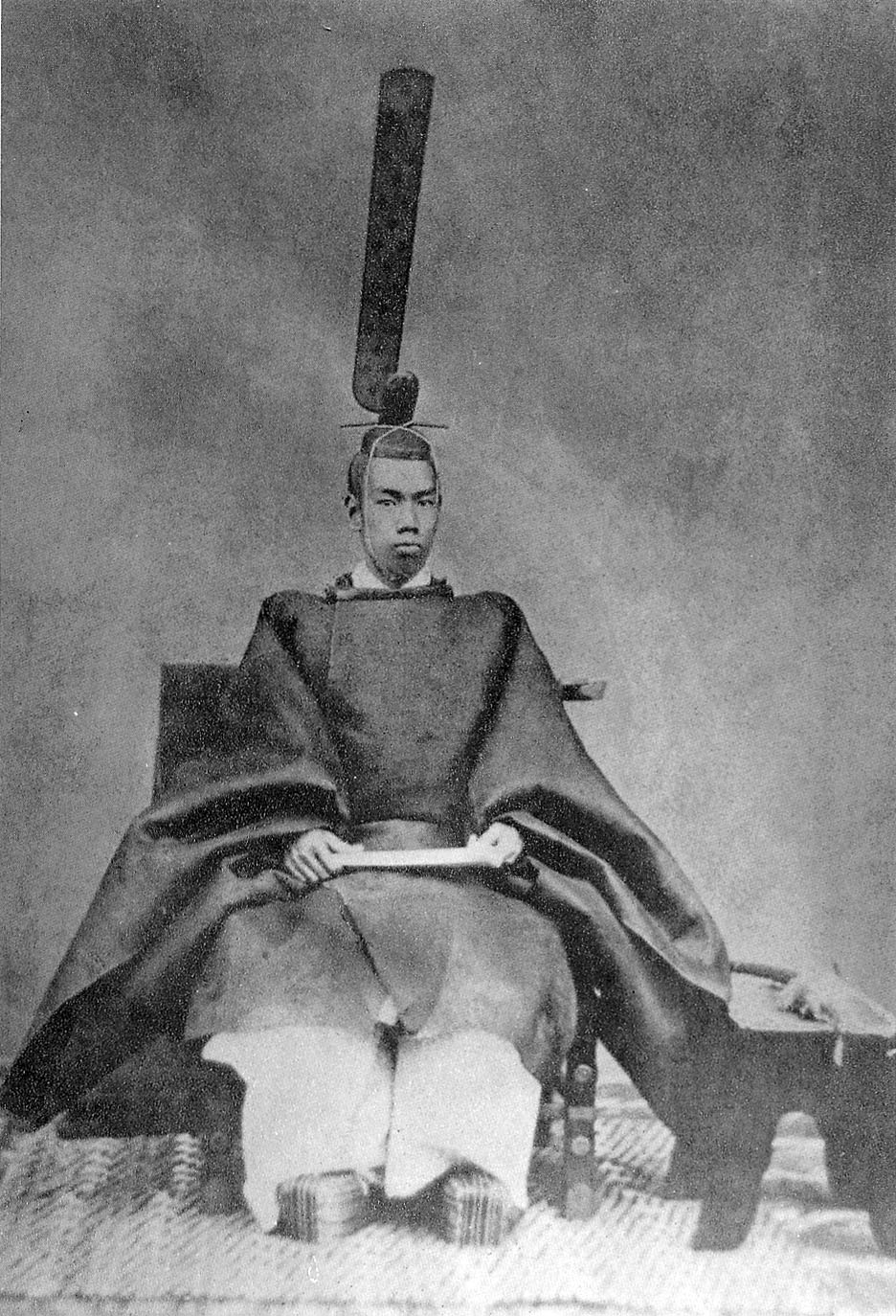
Mutsuhito op een foto uit 1872, in traditionele kleding.

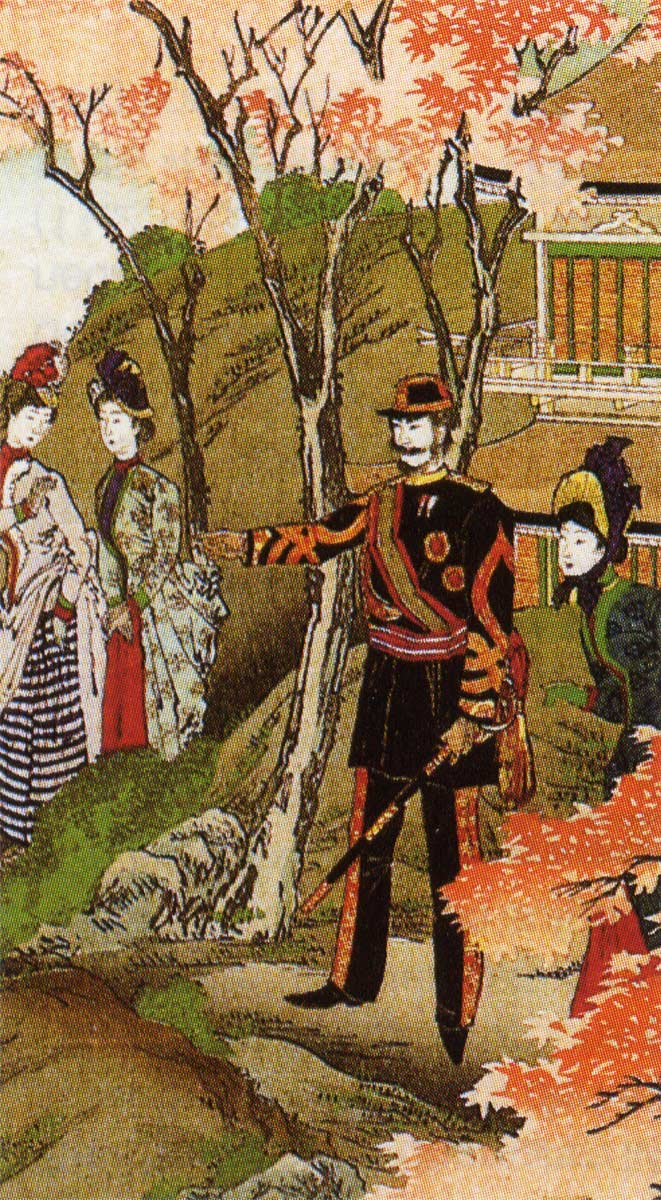
Mutsuhito in een houtsnede uit 1888, gekleed in westerse kleding.

Zijn eerste grote daad als keizer was het proclameren van de "Eed in Vijf Artikelen" (五箇条の御誓文). Hierin werden de principes van het nieuwe bestuur vastgelegd.
Op 23 oktober 1868 verandert de nengō (年号) en wordt die Meiji genoemd. Vanaf dan zou er maar één nengō per keizerschap zijn en de keizer zou de naam krijgen van zijn tijdperk. Keizer Meiji werd de symbolische leider van de Meiji-restauratie. De Meiji periode begint met het verhuizen van de hoofdstad naar Edo (江戸) op 6 november 1868, die vanaf dan Tōkyō genoemd werd, wat letterlijk “hoofdstad van het Oosten” betekent. Hiermee verliet hij het symbolische verbanningsoord van de keizers, Kioto.
Na de Boshin-oorlog, waarvoor de jonge keizer op 8 november 1867 een geheim decreet (Tobaku no mitchoku) tekende, werd een parlement gevormd, echter zonder werkelijke macht. Ook de keizer had in feite geen macht. De macht was overgaan van de Tokugawa-shoguns naar de Daimyo en andere samoerai. Japan werd gecontroleerd door een oligarchie van personen afkomstig uit militaire, politieke en economische kringen. Keizer Meiji bleef echter politiek gezien veel langer van belang dan zijn voorgangers. Hij behield, als eerste keizer sinds de abdicatie van keizer Ogimachi in 1586, de troon tot na zijn vijftigste jaar.
In tegenstelling tot zijn vader, had keizer Meiji veel interesse voor het Westen. De Grondwet, militaire schepen, kledij, enz. werden gemaakt op westers model. Veel studenten werden naar Europa en de Verenigde Staten gestuurd om de westerse sociale, politieke en economische systemen te leren. Hierom spreekt men ook van een “Westernisation” en een industrialisatie.
De macht van shōgun Tokugawa Yoshinobu was verschoven naar het keizerlijke hof. Het bewind bestond uit aristocraten en samoerai die voor de val van het bakufu, en dus die van het Tokugawa shōgunaat, hadden geijverd.
Keizer Meiji had dus vooral een symbolische waarde tijdens de Meiji-restauratie, maar die waarde was niet te onderschatten. Hij was, in tegenstelling tot zijn vader, heel geïnteresseerd in het buitenland en kon de xenofobie van het volk verzachten.
Tijdens zijn keizerschap onderging de regering een hele transformatie. Zo werd de grondwet van het Grote Japanse Keizerrijk op 11 februari 1889 afgekondigd. De grondwet garandeerde voorrechten voor de keizer op wetgevend, uitvoerend en rechterlijk vlak, ook al zou hij daar in de praktijk geen gebruik van maken. Hij had het recht ministers van staat, hoge ambtenaren en het opperbevel van het leger te benoemen. Alleen hij kon oorlogsverdragen, vredesovereenkomsten en internationale verdragen bekrachtigen.
Het parlement was een stelsel met twee kamers: een door het volk gekozen Lagerhuis (samurai en vertegenwoordigers van het gewone volk) en door de keizer benoemd Hogerhuis (aristocratie en daimyo's). Beiden hadden gelijke machten maar reikten niet verder dan adviesrecht inzake wetsvoorstellen en het budget.
Het volk had in theorie geen soevereiniteit. De fundamentele rechten werden gewaarborgd, maar vaag omschreven. Niettemin waren in de grondwet de meeste principes die men in westerse grondwetten vond vervat.
Keizer Meiji stierf op 30 juli 1912. Bij zijn dood was Japan al een wereldnatie geworden. Na zijn dood kwam keizer Taishō (大正天皇) aan de macht en begon de Taishō periode.

## Kinderen
Keizer Mutsuhito had geen kinderen met zijn officiële vrouw, maar wel vijftien kinderen met vijf hofdames, waarvan slechts vijf kinderen de volwassen leeftijd bereikt hebben. Het betrof één zoon bij een van zijn concubines, en vier dochters bij een ander.
- Zijn vierde kind was prins Yoshihito (明宮嘉仁親王), de latere keizer Taishō (大正天皇). Diens moeder was Yanagiwara Naruko (柳原愛子) (26 juni 1859 (1855?) -16 oktober 1943; dochter van Yanagiwara Mitsunaru). Dit bleek later zowel fysiek als geestelijk een zwakke figuur.

Zijn vier “volwassen” dochters hadden allemaal dezelfde moeder, namelijk Sono Sachiko (園祥子) (23 december 1867 - 7 juli 1947; de oudste dochter van Sono Motosachi):

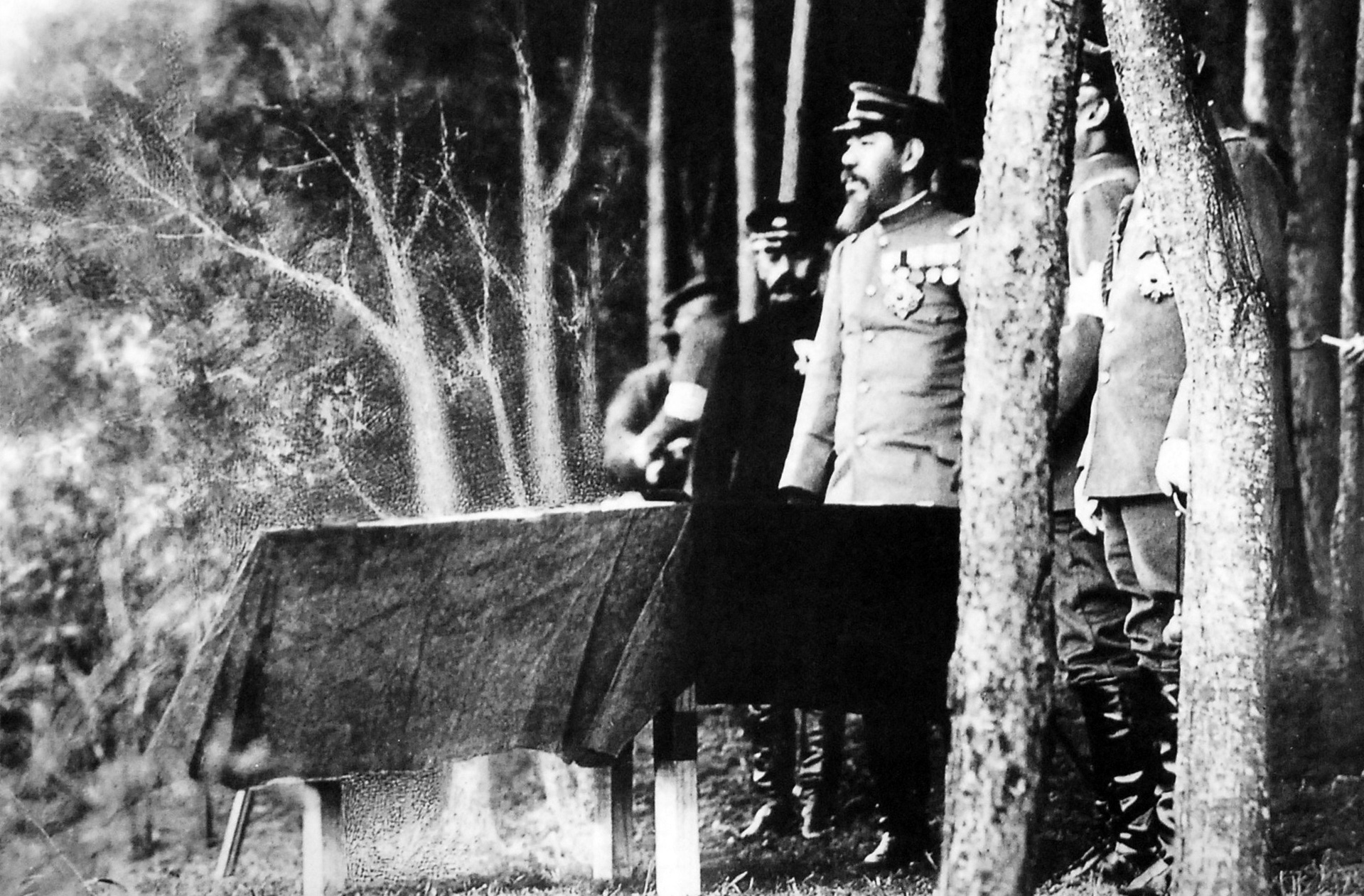
Een van de laatste foto's van Meiji uit 1909

- Prinses Masako (常宮昌子內親王) was zijn tiende kind en werd geboren op 30 september 1888. Ze trouwde met prins Takeda Tsunehisa (竹田宮恒久王)(1882-1919) in 1908 en had twee kinderen: Prins Takeda Tsuneyoshi (竹田宮恒徳王) (1909-1992) en prinses Takeda Ayako (礼子女王) (1909-1978). Ze haalde de leeftijd van 51 jaar en stierf op 8 maart 1940.
- Prinses Fusako (周宮房子內親王) werd geboren op 28 januari 1890 en was het elfde kind van de keizer. In 1909 trouwde ze met prins Kitashirakawa Naruhisa (北白川宮成久王)(1890-1974), broer van prins Takeda Tsunehisa. Ze hadden vier kinderen: Prins Kitashirakawa Nagahisa (1910–1940), prinses Kitashirakawa Mineko, prinses Kitashirakawa Sawako en prinses Kitashirakawa Tayeko. Ze stierf op 11 augustus 1974, op de leeftijd van 84 jaar.
- Prinses Nobuko (富美宮允子內親王) kwam ter wereld op 7 augustus 1891 en stierf op 3 november 1933. Ze was het twaalfde kind van de keizer. In 1909 huwde ze met prins Asaka Yasuhiko (朝香宮鳩彦王)(1887-1981). Ze had vier kinderen: Prinses Asaka Kikuko (1911-1989), prins Asaka Takahiko (1913–1994), prins Asaka Tadahito (1914–1944) en prinses Asaka Kiyoko. Ze stierf als eerste van de vier volwassen dochters.
- Prinses Toshiko (泰宮聰子內親王) was zijn veertiende kind werd geboren op 11 mei 1896. Ze stierf op 5 maart 1978. In 1915 trouwde ze met prins Higashikuni Naruhiko (東久邇宮 稔彦王)(1887-1990). Ze hadden vier zonen: Prins Higashikuni Morihiro (1916-1969), prins Moromasa (1917-1923), prins Akitsune en prins Toshihiko.

## Beeldvorming na zijn dood
Keizer Meiji was zeer geliefd bij het Japanse volk. Vrijwilligers bouwden te zijner ere na zijn dood in Harajuku bij Tokio de Meiji-schrijn. Dit is een van de bekendste Shinto tempels.
De Japanners zijn trots op de Meiji-periode. De rol van keizer Meiji hierin is echter aanvechtbaar. Zijn grootste bijdrage is waarschijnlijk de bekrachtiging van een grondwet in 1889. De keizer is later verheerlijkt en kon daardoor een rol spelen bij het ontstaan van het Japans nationalisme.
Eigenlijk is onbekend hoeveel invloed Mutsuhito heeft gehad. Ook is onbekend hoe hij stond tegenover de eerste Chinees-Japanse oorlog en de Russisch-Japanse oorlog. Er zijn gedichten van Meiji bekend, waaruit mogelijk een pacifistische houding zou kunnen blijken.

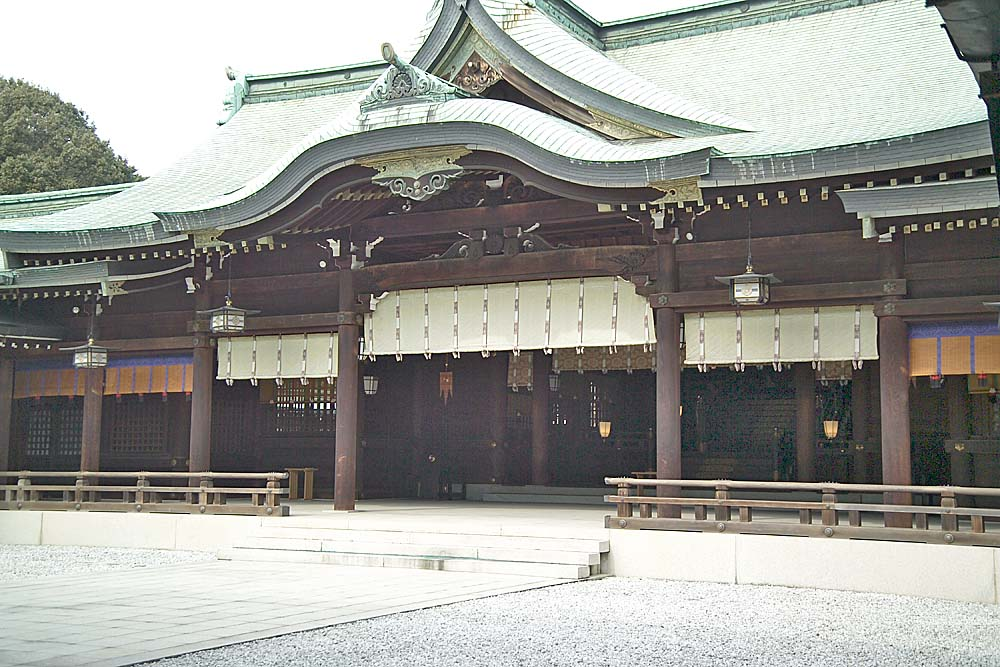
Meiji-schrijn

## Trivia
- Er bestaat een muziekstuk voor piano, getiteld Mutsuhito : Japansche marsch, door de componist F. Nagel, 1904
- Mutsuhito en zijn gedichten worden soms in verband gebracht met Reiki, maar het is zeer onwaarschijnlijk dat de keizer bij de ontwikkeling van deze alternatieve geneeswijze betrokken is geweest.